# Biserica de lemn din Nemeșești

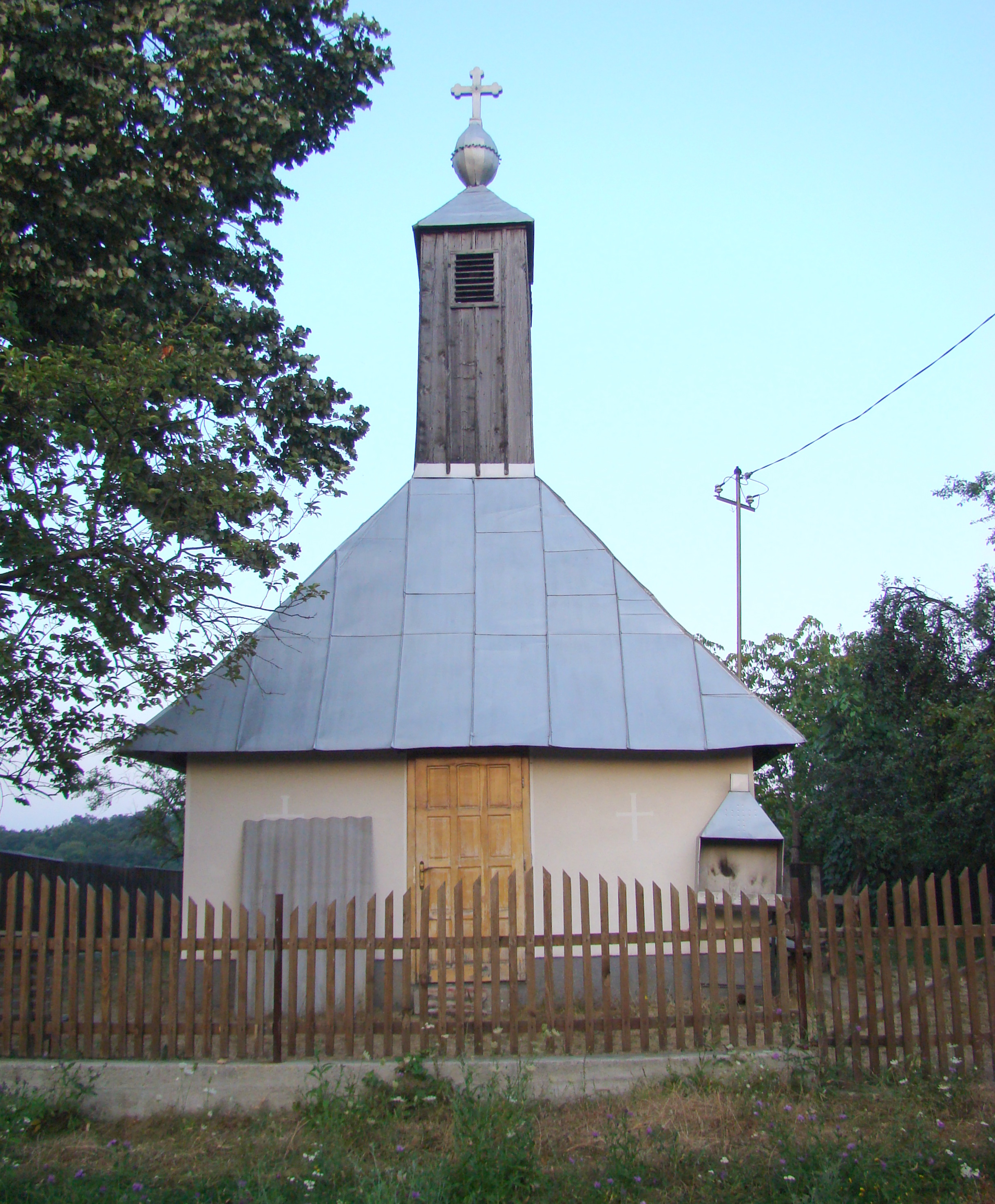
Biserica de lemn „Sf. Nichita Romanul” din Nemeşeşti, comuna Margina, județul Timiș, foto:august 2009.

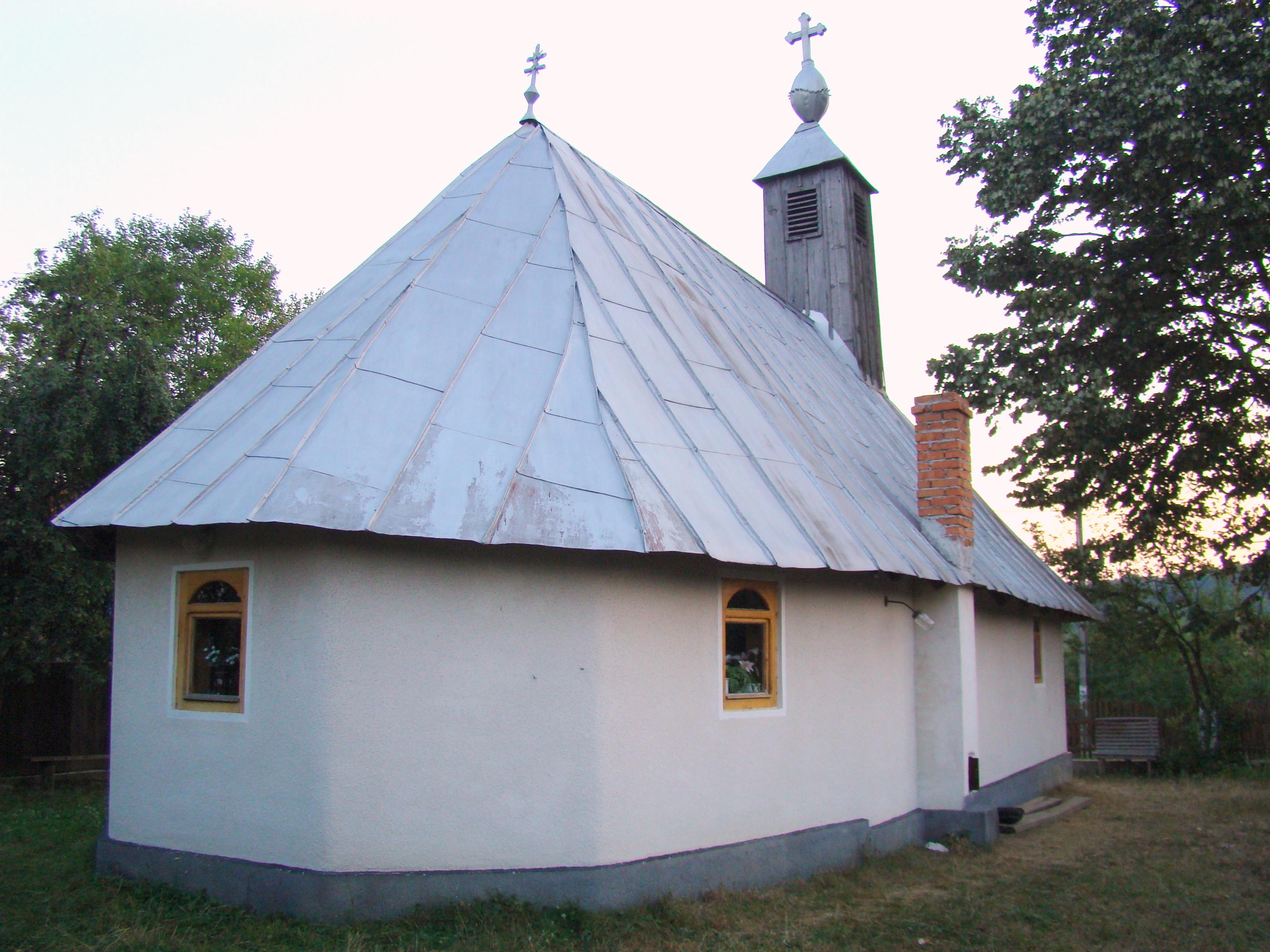
Biserica (nord-est)

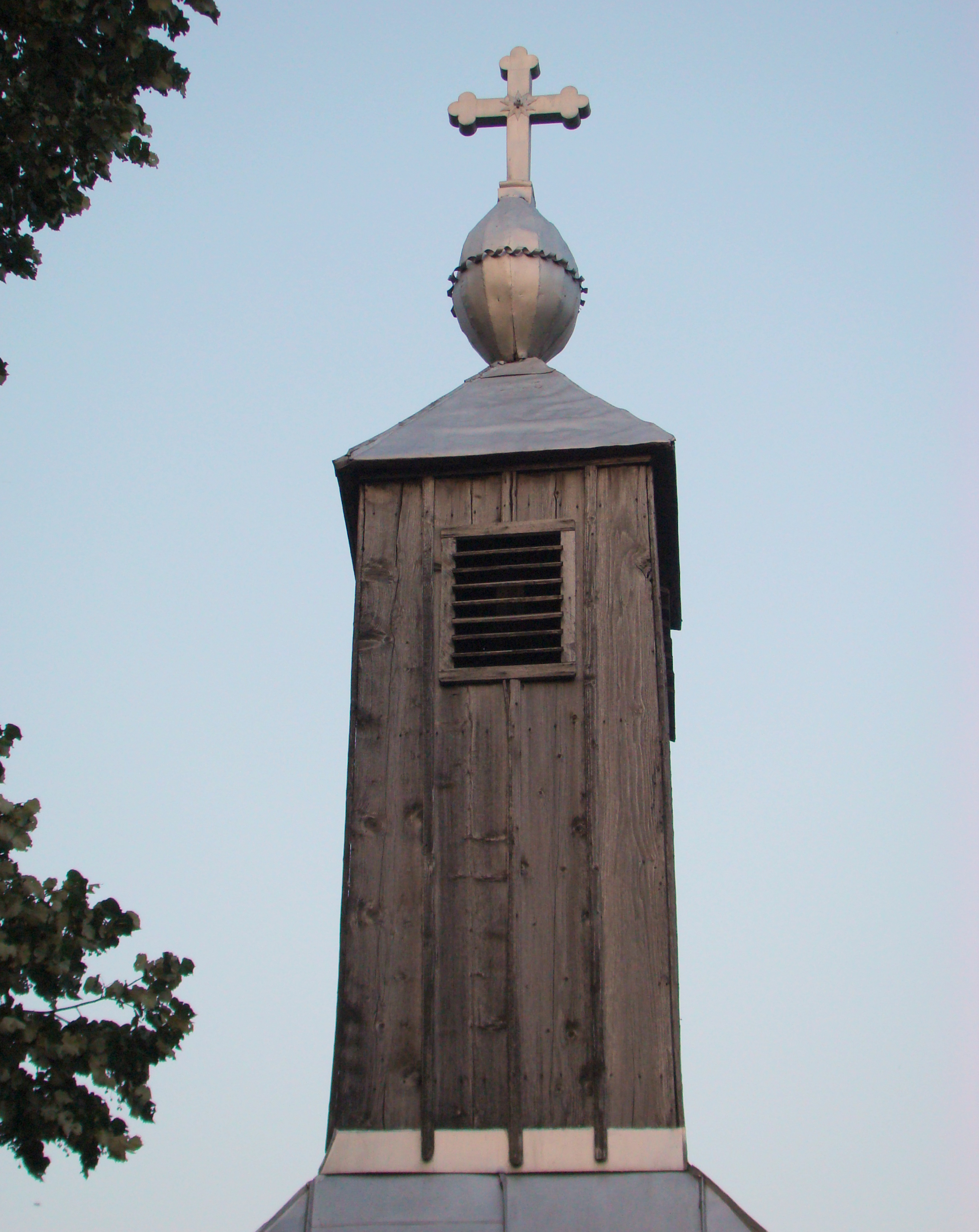
Turnul-clopotniță

Biserica de lemn din Nemeșești, comuna Margina, județul Timiș a fost construită în 1798. Biserica are hramul „Sfântul Nichita Romanul” și se află pe noua listă a monumentelor istorice sub codul LMI  TM-II-m-B-06264.

## Trăsături
Planul bisericii, specific arhitecturii populare din zona Făgetului, este dreptunghiular, cu altarul pentagonal ușor retras față de pereții naosului. Realizată în întregime din lemn, biserica are un spațiu boltit în naos și altar și nu este decorată cu picturi murale. Exteriorul este îmbrăcat în tencuială zugrăvită în alb, pe care se detașează o decorație simplă în relief de tencuială, închipuind un motiv solar.

## Imagini din exterior

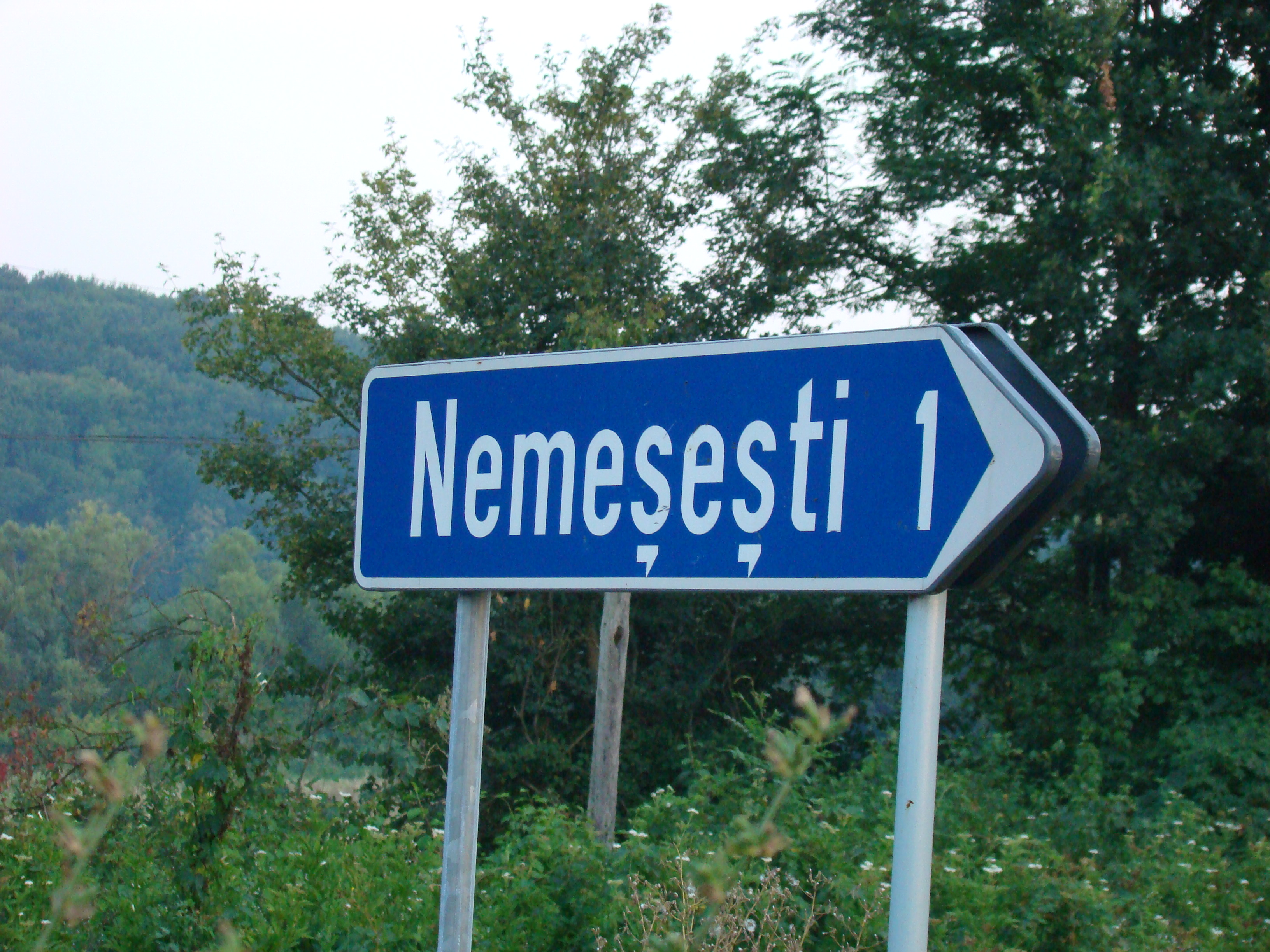
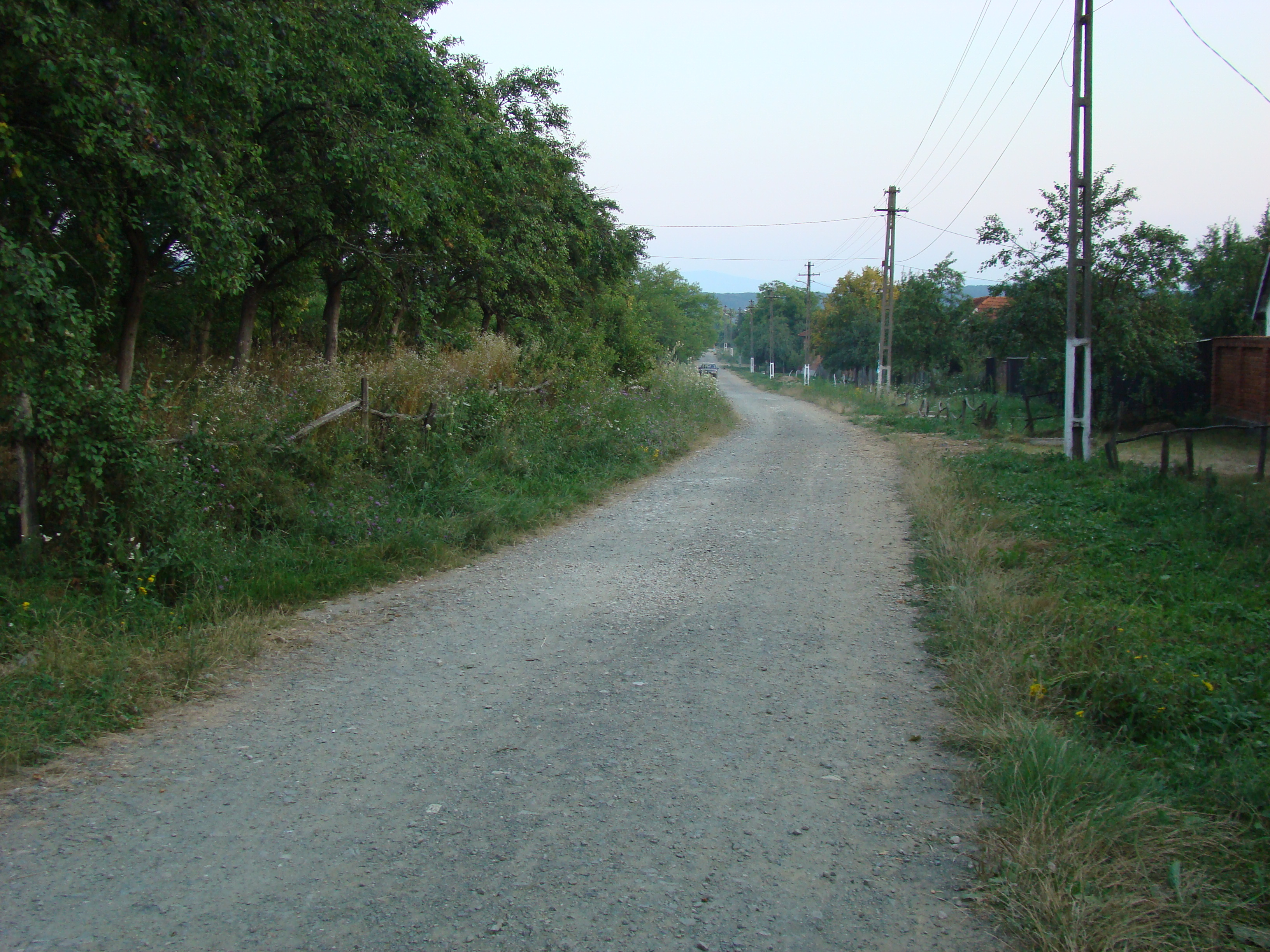
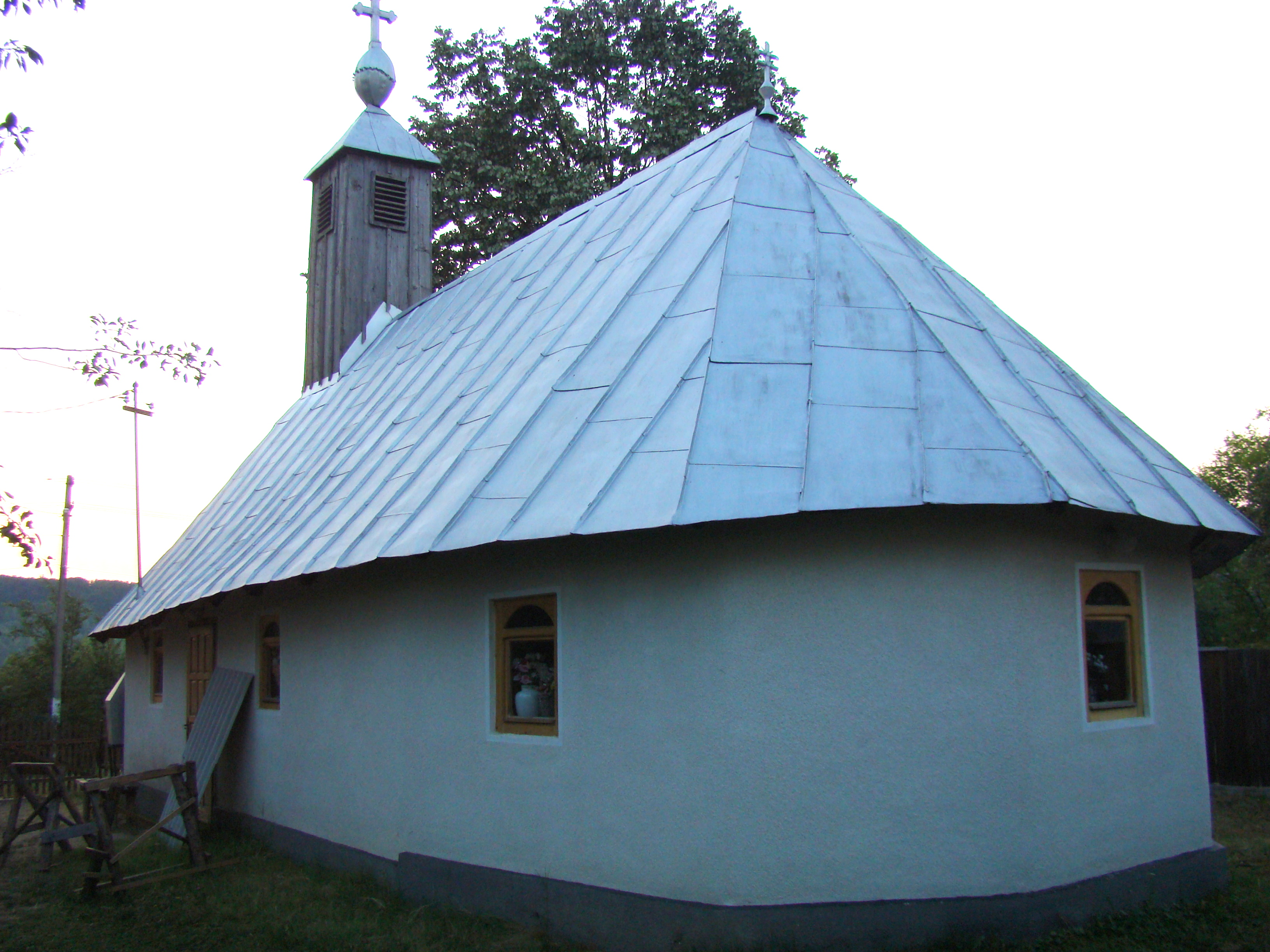
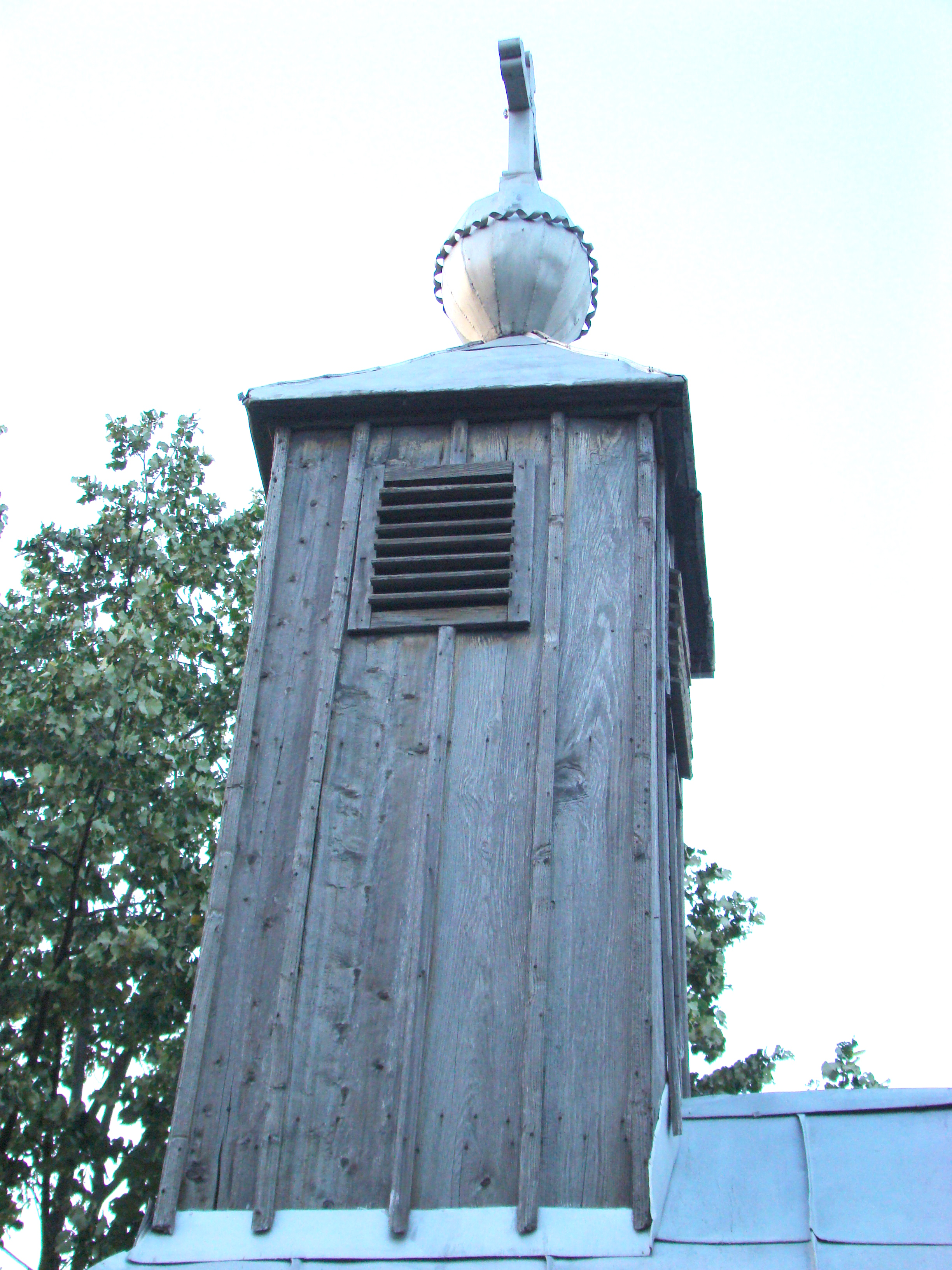
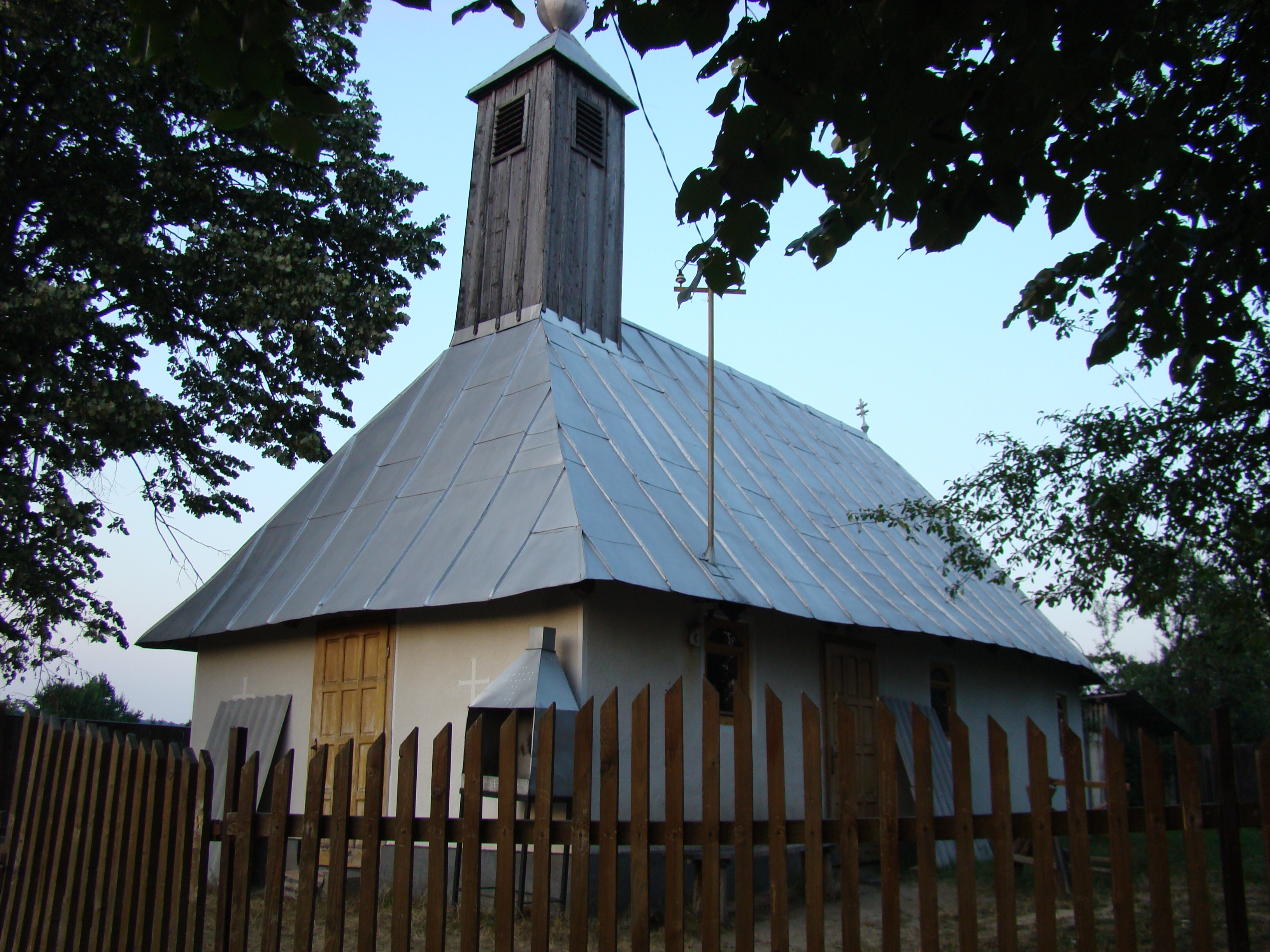